# 鉛色
鉛色（なまりいろ）とは、鉛のような少し青みを帯びた灰色である。